# Seznam ostrovů Turecka
Seznam ostrovů Turecka.

## Podle rozlohy
Tabulka obsahuje 12 největších tureckých ostrovů
|    | ostrov     | turecky            | rozloha (km²) | pobřeží (km) | max.nadm. výška (m) | nejvyšší vrchol | počet obyvatel | hustota zalidnění | největší sídlo | provincie | poloha moře/záliv | souostroví            | lokalizace                       |
| -- | ---------- | ------------------ | ------------- | ------------ | ------------------- | --------------- | -------------- | ----------------- | -------------- | --------- | ----------------- | --------------------- | -------------------------------- |
| 1  | Gökçeada   | Gökçeada           | 286,84        | 91,1         | 673                 | İlyas Dağ       | 7 475          | 26                | Gökçeada       | Çanakkale | Thrácké moře      | Severoegejské ostrovy | 40°9′45″ s. š., 25°49′44″ v. d.  |
| 2  | Marmara    | Marmara Adası      | 126,12        | 49,6         | 699                 | Kapy            | 9 446          | 81                | Marmara        | Balıkesir | Marmarské moře    | Marmarské ostrovy     | 40°37′21″ s. š., 27°37′48″ v. d. |
| 3  | Bozcaada   | Bozcaada           | 39,90         | 27,8         | 192                 | Göztepe         | 2 354          | 55                | Bozcaada       | Çanakkale | Egejské moře      | Severoegejské ostrovy | 39°49′0″ s. š., 26°3′ v. d.      |
| 4  | Uzunada    | Uzunada            | 26,83         | 24,5         | 189                 | Barbaros Tepesi | 2 000          | 93                | Uzunada        | İzmir     | Egejské moře      | Severoegejské ostrovy | 38°30′16″ s. š., 26°42′53″ v. d. |
| 5  | Cunda      | Cunda Adası        | 26,75         | 31,8         | 180                 | —               | 3 321          | 124,1             | Mithatpaşa     | Balıkesir | Egejské moře      | Severoegejské ostrovy | 39°21′38″ s. š., 26°38′34″ v. d. |
| 6  | Paşalimanı | Paşalimanı Adası   | 26,22         | 29,8         | 196                 | Kukumav Tepesi  | 962            | 36,7              | Harmanlı       | Balıkesir | Marmarské moře    | Marmarské ostrovy     | 40°28′39″ s. š., 27°36′58″ v. d. |
| 7  | Avşa       | Avşa Adası Marmara | 24,16         | 23,1         | 178                 | Aliler Tepesi   | 2 527          | 104,6             | Avşa           | Balıkesir | Marmarské moře    | Marmarské ostrovy     | 40°30′12″ s. š., 27°37′48″ v. d. |
| 8  | İmralı     | İmralı Adası       | 13,32         | 17,6         | 217                 | Türk Tepesi     | 0              | 0                 | İmralı         | Bursa     | Marmarské moře    | Marmarské ostrovy     | 40°32′12″ s. š., 28°31′53″ v. d. |
| 9  | Karaada    | Karaada            | 11,62         | 15,8         | 0                   | ?               | 0              | 0                 | ?              | İzmir     | Egejské moře      | Severoegejské ostrovy | 38°26′24″ s. š., 26°20′36″ v. d. |
| 10 | Kekova     | Kekova             | 10,07         | 16,2         | 0                   | ?               | 0              | 0                 | ?              | Antalya   | Středozemní moře  |                       |                                  |
| 11 | Büyükada   | Büyükada           | 8,88          | 13,4         | 0                   | ?               | 0              | 0                 | ?              | Istanbul  | Marmarské moře    |                       |                                  |
| 12 | Salih      | Salih Adası        | 6,71          | 12,3         | 0                   | ?               | 0              | 0                 | ?              | Muğla     | Egejské moře      |                       |                                  |